# Scopula natalica
Scopula natalica là một loài bướm đêm trong họ Geometridae.